# Porotrichum bolivianum
Porotrichum bolivianum är en bladmossart som beskrevs av C. Müller och Nathaniel Lord Britton 1896. Porotrichum bolivianum ingår i släktet Porotrichum och familjen Neckeraceae. Inga underarter finns listade i Catalogue of Life.